# 地衣類

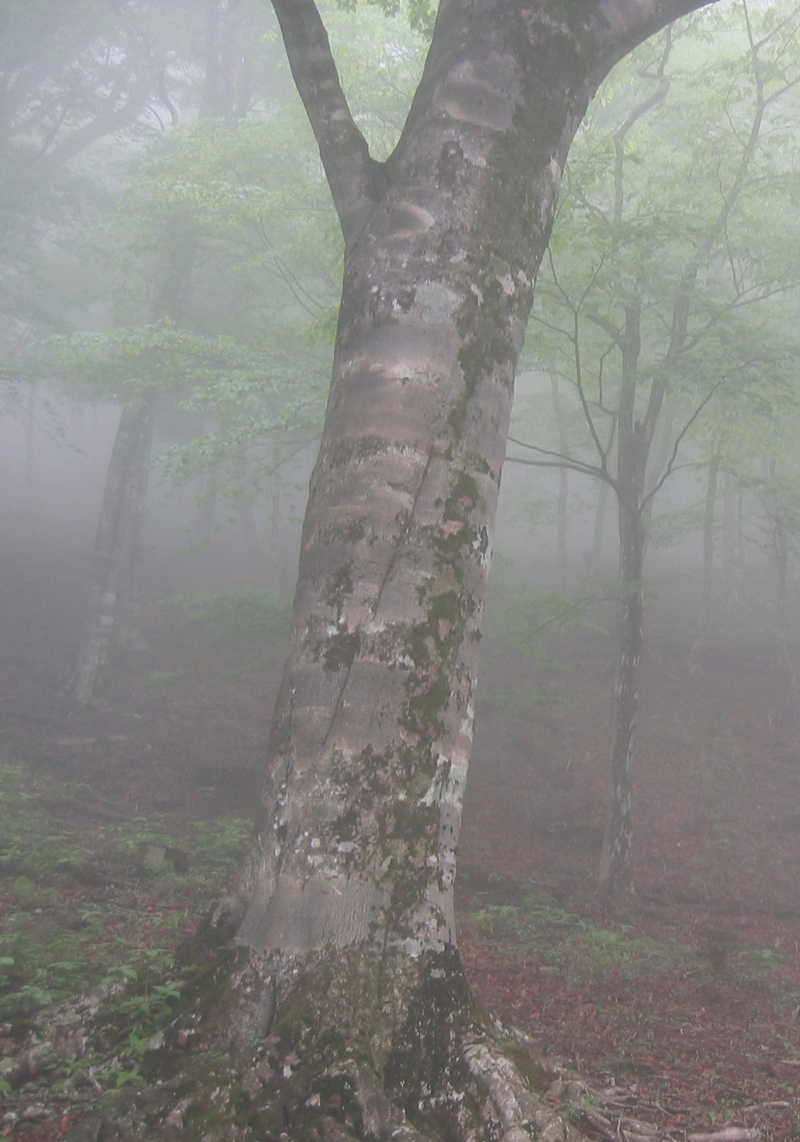
地衣類が付き、独特な模様を持つブナ

地衣類（ちいるい）は、菌類（主に子嚢菌や担子菌）のうち、藻類（主にシアノバクテリアあるいは緑藻）を共生させることで自活できるようになった生物である。一見ではコケ類（苔類）などにも似て見えるが、形態的にも異なり、構造は全く違うものである。

## 特徴

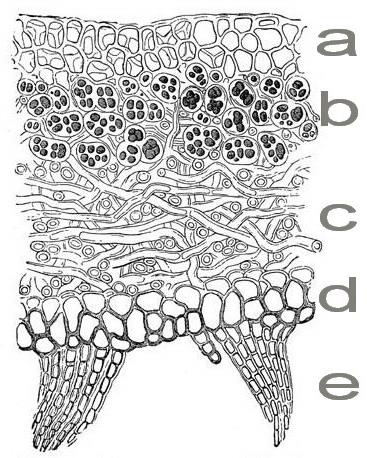
地衣体横断模式図（典型的な異層状地衣類）a:上皮層、b:藻類層、c:髄層、d:下皮層、e:偽根

地衣類は、陸上性で、肉眼で見えるが、ごく背の低い光合成生物である。その点でコケ植物に共通点があり、生育環境も共通している。それゆえ多くの言語において同一視され（日本語でも地衣類の和名の多くが「○○ゴケ」である）、生物学の分野においても、1868年にスイスの植物学者であるジーモン・シュヴェンデナーが菌類と藻類とが共生しているとする説を提唱するまでコケ植物とされていた（生物学の用語としての「共生」が生まれたのも地衣類の研究からとされる）。
コケ植物が自ら光合成して栄養を作れる生物なのに対し、地衣類ではその構造を作っているのは光合成をできない菌類であり、菌糸で作られた構造の内部に藻類が共生しており藻類の光合成産物によって菌類が生活している。菌類は大部分は子嚢菌に属するものであるが、それ以外の場合もある。藻類と菌類は融合しているわけではなく、多くの地衣類ではそれぞれ独立に培養でき、2種の生物が一緒にいるだけと見ることもできる。また、一部の地衣類では、菌類単独では形成しない特殊な構造をしていたり、菌・藻類単独では合成しない地衣成分がみられるなど共生が高度化している。
かつては、地衣類を一体化した生物とみなし、地衣類を独立した分類群としたり、地衣植物門を認めたこともあった。しかし、地衣の基本的な形態はあくまでも菌類のものであり、例えば重要な分類的特徴である子実体の構造は完全に菌類のものである。また同一の地衣類であっても別種の藻類を共生させていることもある。そのため、現在では地衣類は特殊な栄養獲得形式を確立した菌類とみなされている。国際植物命名規約では1952年の改訂から、地衣類に与えられた学名はそれを構成する菌類に与えられたものとみなすと定めている。
菌類が藻類を獲得することを地衣化という。地衣を構成する菌類は子嚢菌類のいくつかの分類群にまたがっており、さらに担子菌類にも存在する。したがって独立して何度かの地衣類化が起こったのだと考えられている。また、子嚢胞子など有性胞子の形成が見られないものもあり、そのようなものは不完全地衣類と呼ばれていたが、現在は分子系統解析により科以上の上位分類群を推定できるようになり、大多数の不完全地衣類は子嚢地衣類に属することが明らかになった。

## 生殖
繁殖は有性生殖と無性生殖がある。
有性生殖は菌の所属する群に特有の胞子による。多くは子嚢菌なのでこれについて説明する。
子嚢胞子は小さなキノコ状の子実体を作り、そこに形成される。子実体の形は、大きくは3通りあり、皿状の裸子器（らしき）、壺状の被子器（ひしき）、溝状に細長いリレラである。胞子はその内部の子嚢の中に減数分裂によって形成され、上に放出される。胞子が好適な場で発芽すると、藻類を取り込んで成長する。従って地衣体を構成する菌糸は単相である。
また、無性生殖のための器官として、地衣体の一部を粒状や粉状の構造として、これを分離して散布するものがある。これを芽子という。このようなものは内部に藻類を持って分散するので、すぐに成長を始めることができる。

## 形態による分類

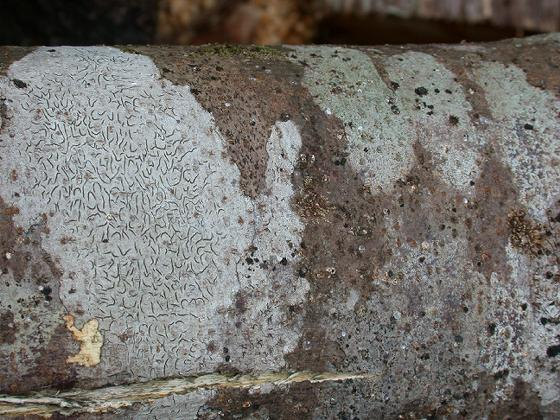
多数の痂状地衣が樹皮についている。白っぽい斑紋に見えるのはほとんどが地衣類。左の大きいものはモジゴケの一種、黒い線は子実体。

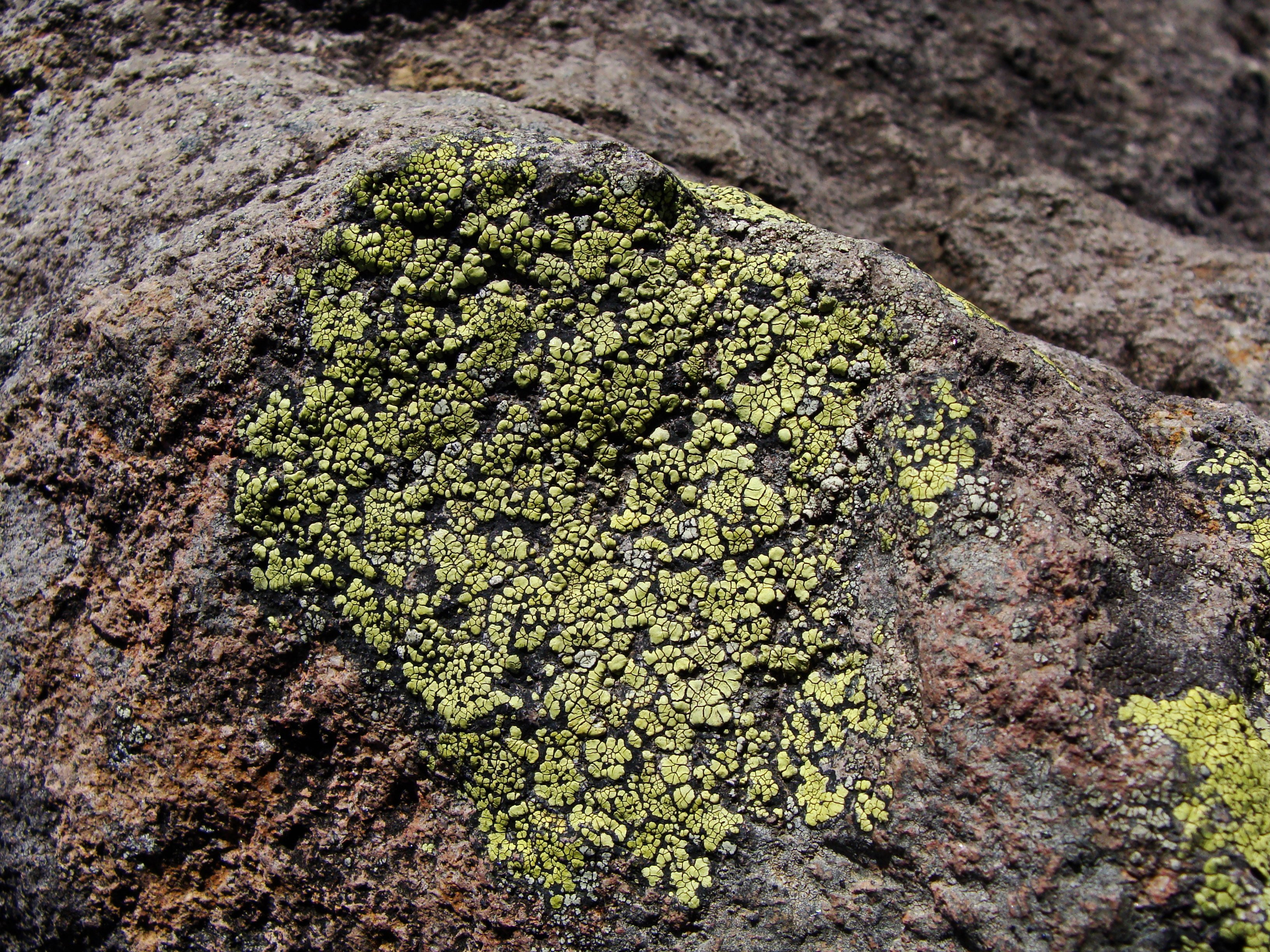
痂状地衣類　チズゴケの一種で（フジヤマチズゴケ）高山の岩肌に張り付いている。地衣体が非常に硬いため乾燥状態では細かくひび割れている。

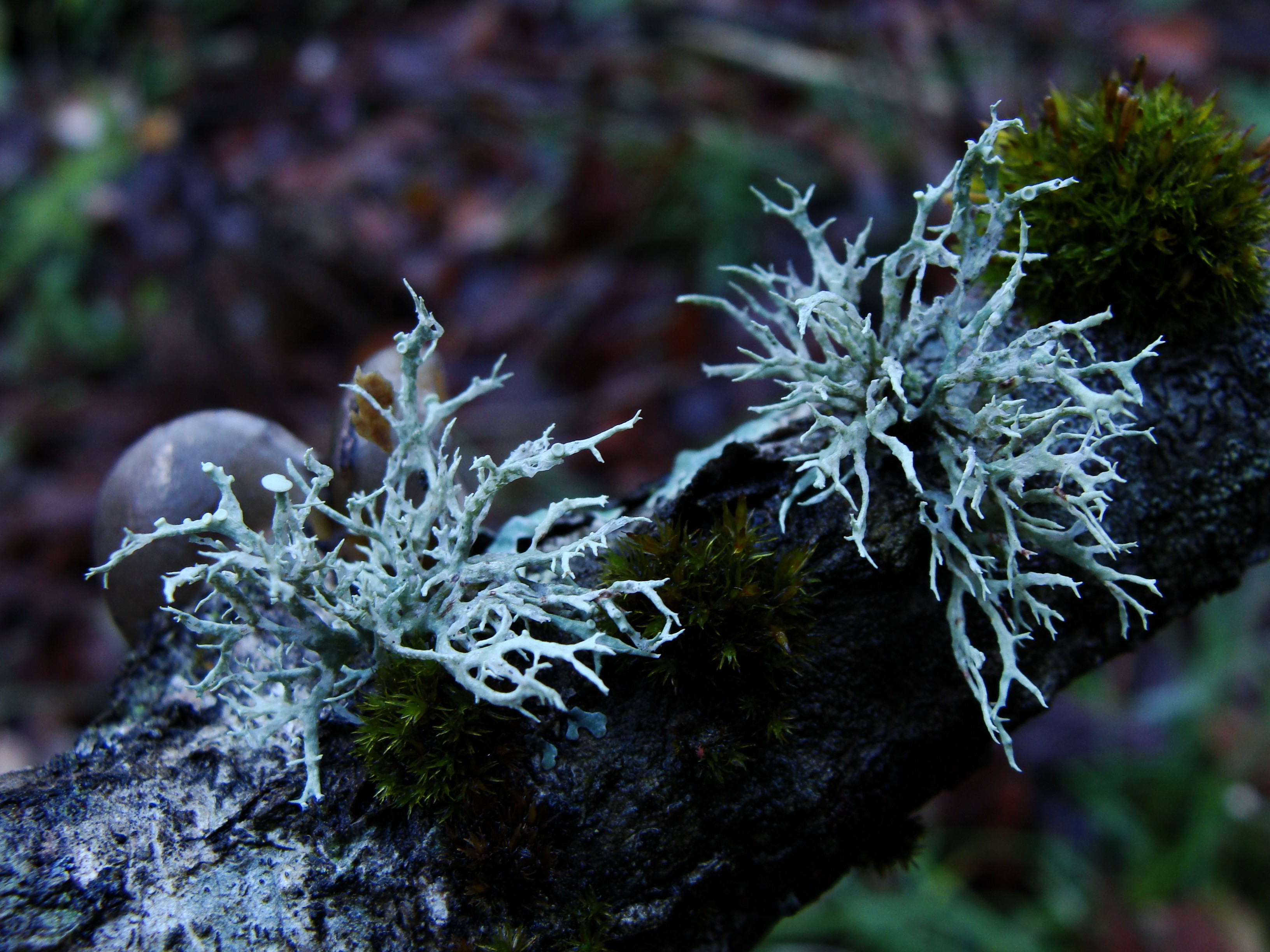
ヤマヒコノリの一種。吸盤のように見えるのは形成中の子実体。

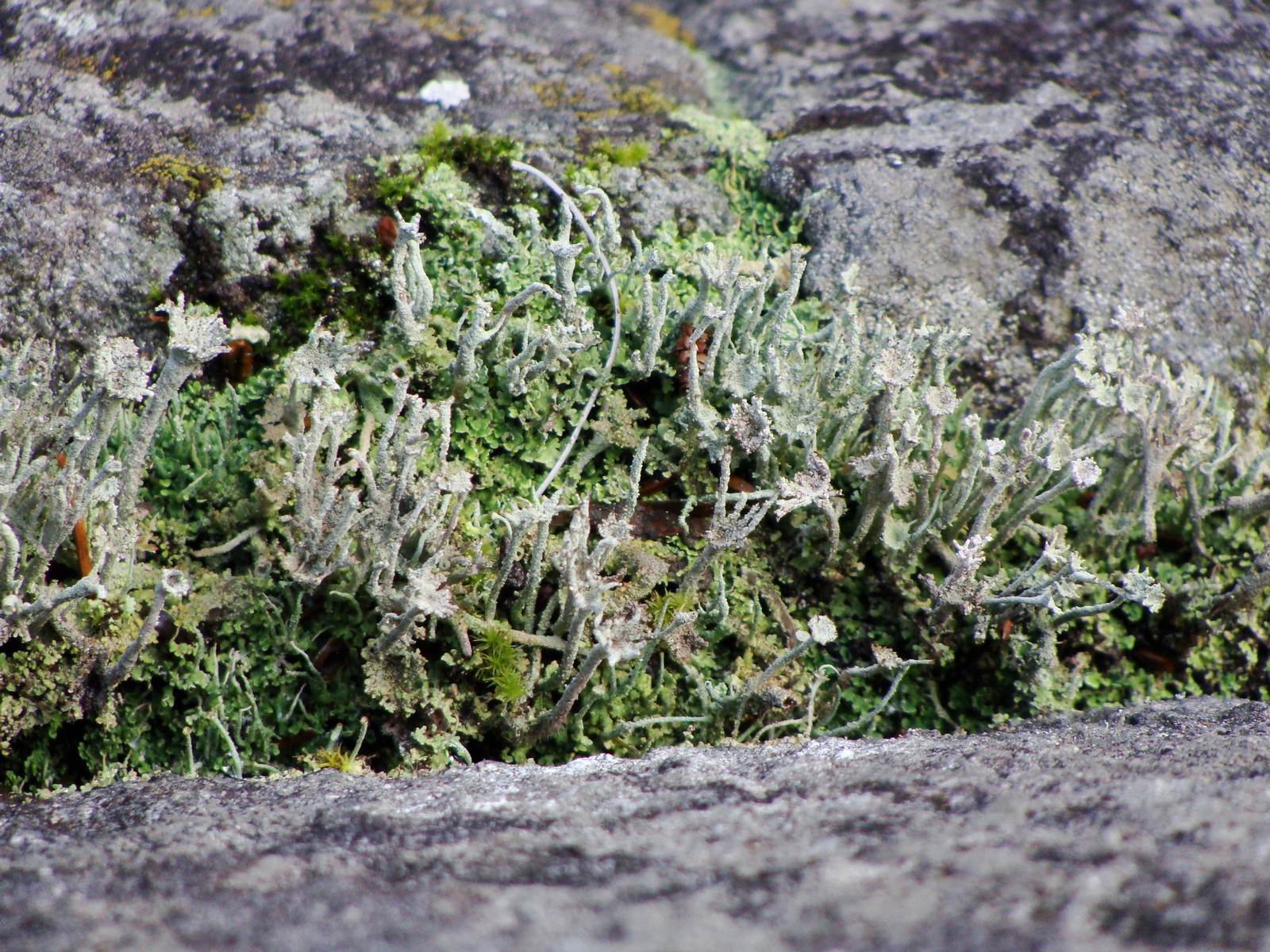
ヒメレンゲゴケの一種。挙げた手のようにも見える。

地衣類はその形態から、葉状地衣類、痂状地衣類、樹状地衣類に大別される。この分け方は必ずしも分類体系を反映するものではないが、同定する上では参考になる。

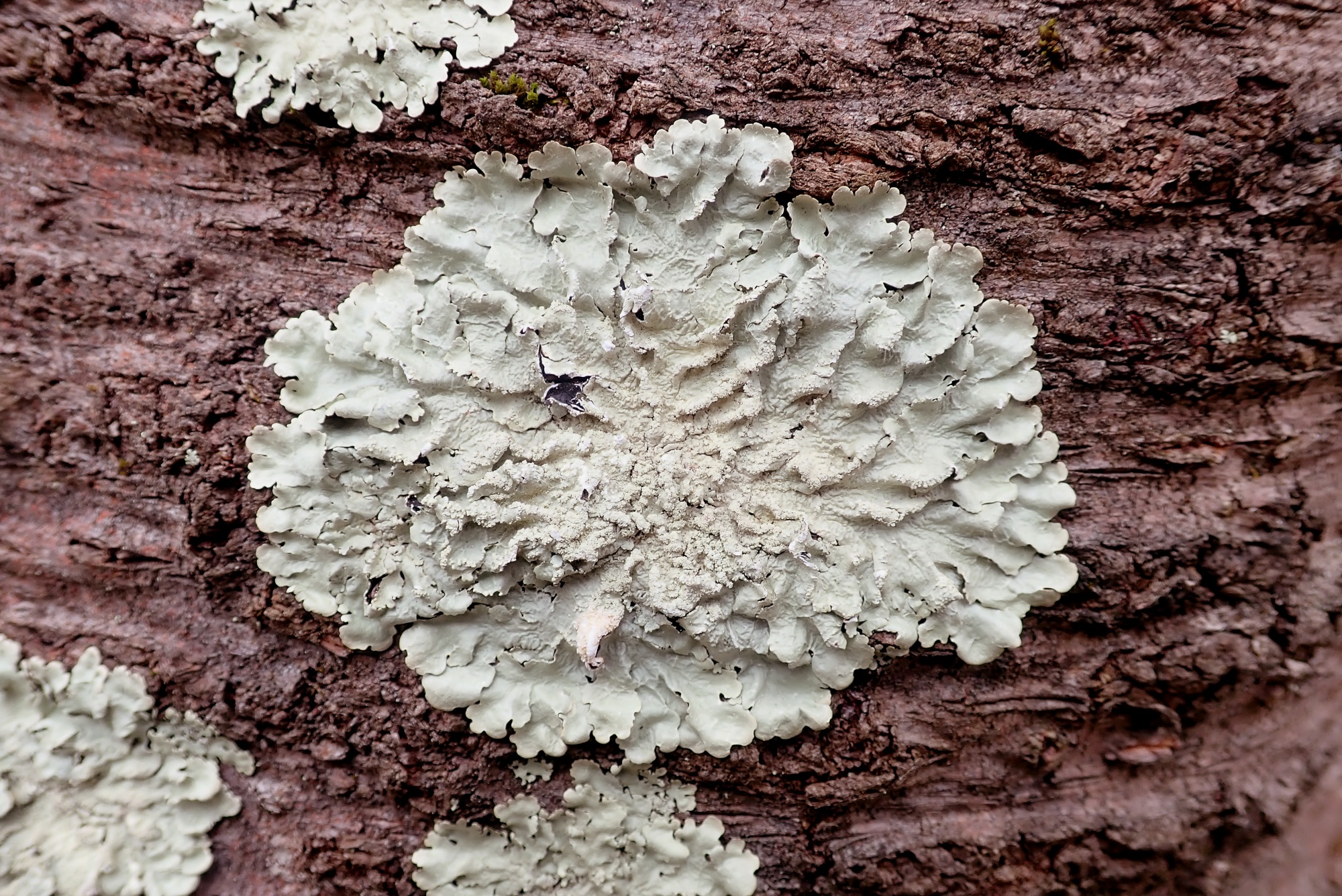
ウメノキゴケ

葉状地衣類

薄い膜状の地衣類。コケ植物の苔類に見られる葉状体に似ている。表面には菌糸による上皮層があり、その下には藻類を含む藻類層がある。藻類層の下には菌糸からなる髄層があり、下皮層によって下面が区切られる。基質上には下皮層から生じる偽根という根に似た構造で固着する。成長は地衣体の周辺から外に向かって伸びることで行われ、不規則な雲状の形になることが多い。子実体は地衣体表面に上向きに付くことが多い。
痂状地衣類

葉状地衣に似ているが、裏面に下皮層がなく、地衣体が基質に密着、あるいはとけ込んでいるように見える痂状と呼ばれる状態のものである。砂岩などの基質の上では、地衣体が基質と完全に一体化していることもある。多少色があることでその形がやっとわかる場合や、子実体だけが並んでいるように見えることもある。全体は円形で、外に向かって成長する。子実体は、表面に上向きに並ぶ。
樹状地衣類

前記2つとは全く異なり、枝状になって基質から立ち上がるものである。垂れ下がったり、這い回ったりするものもある。茎状の軸は皮層に囲まれ、その内側に藻類層がある。形は様々であるが、細かい枝に分かれたり、傘状になったりするものはあるが、コケ植物の茎葉体や高等植物のように、葉のような構造を作ることはない。子実体は枝先などにつく。

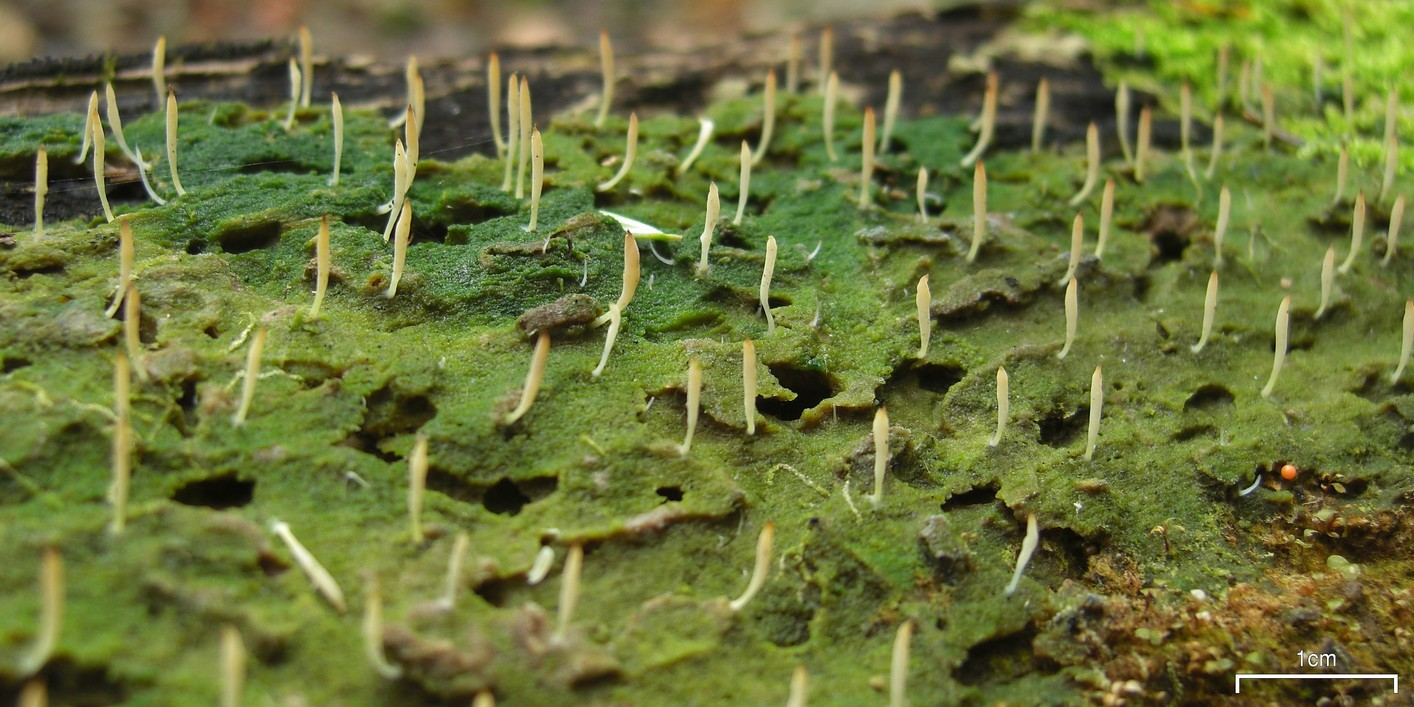
シラウオタケ。発生している倒木上に緑藻が見える

これらとは異なる形態として、希少な担子菌地衣類の一つであるカレエダタケ科のシラウオタケ（Multiclavula mucida）が挙げられる。シラウオタケは、主にブナ林において倒木上に発生するが、倒木上に緑藻を伴っており、地衣化している。

## 生育環境
見かけがコケと同じようなものであるのと同様、生育環境もコケと共通するものが多い。背の高いものが少ない点も共通である。
地表、岩の上、樹皮上などに着生するものが多い。樹皮についていても樹木から栄養を得ているわけではない。霧のかかるような所では種類が多いことも同様である。日本の温帯林では、サルオガセが樹上から垂れ下がるのが、よく目立つ森林がある。都会でもコンクリートの表面に出るものがある。
他の植物が生育できないような厳しい環境に進出できる。低温、高温、乾燥、湿潤などの環境をはじめとして、極地など寒冷な地域や、火山周辺など有毒ガスの出る地域にも特殊なものが生育する。この点、地衣類は菌類と藻類の共生体だが、そのどちらよりも厳しい環境に耐えることができる。
他方、水中や雪の上、室内や光の届かない洞窟などには生育しない。光合成や空気中の水分に依存するため大気汚染に弱いことも指摘されている。樹皮上に着生するウメノキゴケなどの地衣類は、自動車の排気ガスに弱く、樹木に着生する地衣類は大気汚染の良い指標となることが知られ、たとえば公園の樹木を見ても、大通り側の樹木には地衣類が着生していない、といった現象がたやすく観察される。国立科学博物館などが1970年代から静岡市清水区でウメノキゴケを調査したところ、二酸化硫黄の年間平均濃度が0.02ppm以上になると弱って減り、工場の排煙規制が進むと工業地帯の清水港周辺で回復し、一方で自動車が多い国道1号沿道で確認できない調査地点が増えた。また東京都などによるディーゼル車規制で、皇居で見つかる地衣類の種類が21世紀に入って増えた。そういった意味では指標生物としても利用される。

## 性質の一側面
地衣類は成長が遅く（年数ミリメートル程度）、寿命が長い。個々の部分は特定の季節に急に出てきたりすることはなく、だいたいどの季節も同じような姿をしている。従って、観察はどの時期にでも出来る。
地衣類は基本的には菌類ではあるがそのような感覚では培養が難しく、また成長が非常に遅いため、そういった方法では扱い難い。大きさはコケ並みであるから野外での観察採集が可能であるから、実際には野外で探しながら採集するのが普通の収集方法である。しかし、コケと異なり、その構造が菌糸であり、一回り細かい。たとえば痂状地衣は基質に完全に密着している。樹皮につくものなら樹皮ごと削り取れば採集できるが、岩に張り付いているものはかち割らねば取れない。さらにその構造はコケより単純であり、肉眼でも虫眼鏡でも届かないレベルである。その一部は化学物質でしか区別するのは困難である。

## 利用

### 薬用
10種類ほどが漢方薬の原料になるほか、抗生物質など有用成分を抽出する研究が1950年代以降進められている。サルオガセ（Usnea）属のナガサルオガセ（Usnea longissima）、ヨコワサルオガセ（Usnea diffracta Vain.）は、マツ（松）類によく着生することから松蘿（しょうら）ともいい、中国や韓国では、乾燥したものを漢方薬として用いている。利尿作用や強壮作用があるという。

### 染料
酸性アルカリ性の判定に使うリトマス紙は地衣類であるリトマスゴケから得られる。また、ヨーロッパにおいては古くから多くの地衣類が染色用として用いられてきた。さらにロウソクゴケは鮮やかな黄色を蝋燭の染色に用いたためこの名がある。防虫や腐食防止などの効果を持つ、地衣類から得られるこうした成分を「地衣成分」と呼ぶ。

### 食用
イワタケ、バンダイキノリは食用にされる。
中国ではムシゴケ（Thamnolia vermicularis）を乾燥させたものが茶として利用されている。この「雪茶」を大量に摂取したためと疑われる肝機能障害が報告されている。

### その他
ハナゴケ類などがトナカイゴケと呼ばれ、北極圏ではトナカイなど家畜の餌に利用されることもある。また、ハナゴケの仲間はそのままの形で緑に染めて、鉄道模型やジオラマの樹木として用いられることもある。

## コケ植物との見分け方
外見が似ており共通する性質もあるコケ植物（蘚苔類）とよく混同されるが、上記の通り、菌類と藻類の共生生物であるため全く異なる生物である。

見分け方として以下のようなものがある。

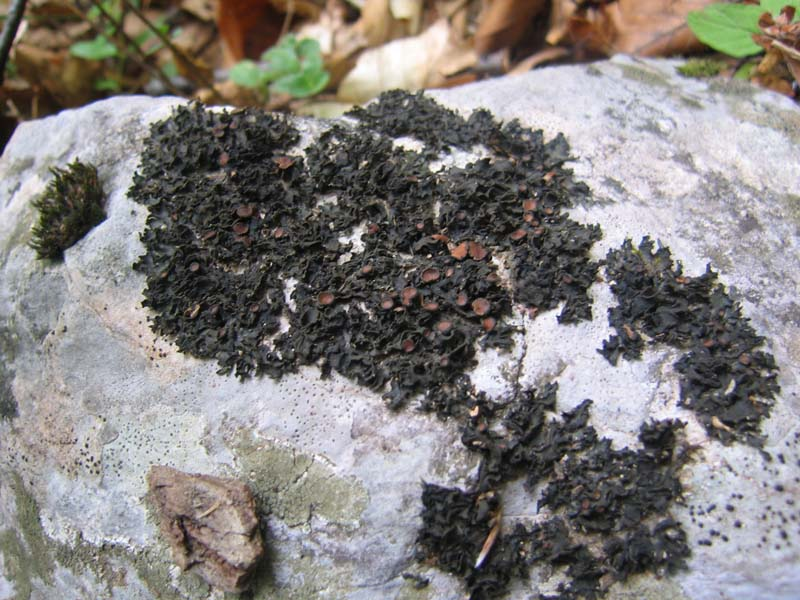
藍藻を持つ地衣類の例
カワホリゴケの一種

- 色：緑藻を持つものは、銀色を帯びた白っぽい緑色か薄い青緑色をしている。藍藻類を持つものは青みを帯びた黒っぽい色となる。それに対してコケ植物はたいてい深緑から黄緑色をしている。
- 形：地衣類には規則的な葉のような形をもつものはほとんどない。コケ植物のほとんどは茎と葉を持っている。
  - 葉状地衣は葉状体の苔類（ゼニゴケなど）に似ているが、地衣類は、たいていははるかに薄く、また、周辺全体で伸びるので、成長する先端が明確でない。葉状の苔類は主軸があり、二又分枝がはっきりしている。
- コケ植物は胞子を柄の上の袋（さく）に作るが、地衣類では胞子は地衣体の表面か内部に埋もれた子器（子実体）に作る。

## 地衣類の種類
地球上に生育する地衣類は世界で約1万4,000種とも約2万種ともいわれ、現在でも多くの新種や新産種が発見される一方、多くの種名がシノニムとして整理されることも多いため、正確な種数は把握しにくいが、2018年時点で約1,800種が日本から記録されている。

### チャシブゴケ菌綱
チャシブゴケ菌綱
- チャシブゴケ目 Lecanorales
  - ウメノキゴケ科 Parmeliaceae
    - ウメノキゴケ属
      - ウメノキゴケ
      - ナミガタウメノキゴケ

    - ヒメウメノキゴケ属
      - トゲウメノキゴケ
      - コナヒウメノキゴケ

    - キウメノキゴケ属
      - キウメノキゴケ

    - ウチキウメノキゴケ属
      - ウチキウメノキゴケ

    - フクロゴケ属
    - センシゴケ属
      - センシゴケ

    - ゴヘイゴケ属　
    - エイランタイ属
    - トコブシゴケ属
    - ウスバトコブシゴケ属
    - コガネトコブシゴケ属
    - カラクサゴケ属
      - カラクサゴケ

    - ハクテンゴケ属
      - ハクテンゴケ

    - マツゲゴケ属
      - マツゲゴケ
      - ニセマツゲゴケ

    - ゴンゲンゴケ属
      - ウチキアワビゴケ
      - タカハシウメノキゴケ

  - サルオガセ科（ウメノキゴケ科）
    - カラタチゴケ属
      - ササクレカラタチゴケ
      - イワカラタチゴケ
      - カラタチゴケ
      - オガサワラカラタチゴケ

    - サルオガセ属
      - サルオガセ
      - アカサルオガセ
      - フジサルオガセ
      - ホンドサルオガセ
      - ナガサルオガセ
      - クシロサルオガセ

    - ヤマヒコノリ属
      - ヤマヒコノリ

    - ホネキノリ属
    - ナヨナヨサガリ属

  - イワタケ科 Umbilicariaceae
    - イワタケ属 Rock tripe
      - ヒメイワタケ
      - イワタケ

  - ハナゴケ科 Cladoniaceae
    - ハナゴケ属
      - ミヤマハナゴケ
      - ハナゴケ Cladonia rangiferina
      - コアカミゴケ

    - フクレヘラゴケ属
      - フクレヘラゴケ

  - キゴケ科 Stereocaulaceae
    - キゴケ属
      - キゴケ
      - ヤマトキゴケ
      - コナボウズゴケ
      - オオキゴケ

    - カムリゴケ属
      - カムリゴケ

  - ヘリトリゴケ科 Lecideaceae
    - ヘリトリゴケ

  - チャシブゴケ科 Lecanoraceae
    - チャシブゴケ
    - ナミチャシブゴケ
    - コナイボゴケ
    - モエギイボゴケ

  - サンゴゴケ科 Sphaerophoraceae
    - サンゴゴケ

- ダイダイキノリ目 Teloschistales
  - ムカデゴケ科 Physciaceae
    - ムカデゴケ属
      - アカハラムカデゴケ
      - シラゲムカデゴケ
      - シロムカデゴケ
      - クロウラムカデゴケ

    - フィスコニア属
    - ヂリナリア属
      - コフキヂリナリア

    - クロボシゴケ属    
      - オオアカハラムカデゴケ
      - クロボシゴケ

    - ヒメゲジゲジゴケ属
      - ヒメゲジゲジゴケ
      - トゲヒメゲジゲジゴケ

    - ゲジゲジゴケ属
      - コフキゲジゲジゴケ
      - キウラゲジゲジゴケ

- ツメゴケ目 Peltigerales
  - イワノリ科 Collemataceae
    - イシバイイワノリ
    - トゲカワホリゴケ
    - コバノアオキノリ

  - クロサビゴケ科 Placynthiaceae
    - クロサビゴケ

- ピンタケ目 Ostropales
  - モジゴケ科 Graphidaceae
    - モジゴケ
    - クロイシガキモジゴケ
    - ボンジゴケ
    - シロコナモジゴケ
    - コモジゴケ
    - アミモジゴケ
    - エダマタモジゴケ
    - クロモジゴケ
    - カバイロイワモジゴケ
    - コフキモジゴケ
    - エダモジゴケ
    - ヘリトリモジゴケ
    - ホソモジゴケ
    - ミチノクモジゴケ
    - セスジモジゴケ
    - オシオモジゴケ

  - サラゴケ科 Gyalectaceae
    - ダイダイサラゴケ

  - フジゴケ科 Thelotremataceae
    - ホソフジゴケ

- トリハダゴケ目 Pertusariales
  - トリハダゴケ科 Pertusariaceae
    - イワニクイボゴケ
    - クサビラゴケ
    - ヒメニクイボゴケ
    - アカギニクイボゴケ
    - コブトリハダゴケ
    - ヒメコブトリハダゴケ
    - オリーブトリハダゴケ
    - ホソクチトリハダゴケ
    - オシオトリハダゴケ
    - コトリハダゴケ
    - モエギトリハダゴケ
    - オオカノコゴケ
    - オオトリハダゴケ
    - ヒメトリハダゴケ
    - ヒメサンゴトリハダゴケ
    - サンゴトリハダゴケ

### クロイボタケ綱
クロイボタケ綱
- トリペテリウム目
  - ニセサネゴケ科 Trypetheliaceae
    - チクビゴケ
    - マメゴケ

### ホシゴケ菌綱
ホシゴケ菌綱
- ホシゴケ目 Arthoniales
  - キゴウゴケ科 Roccellaceae
    - カシゴケ

### ユーロチウム菌綱
ユーロチウム菌綱
- サネゴケ目 Pyrenulales
  - サネゴケ科 Pyrenulaceae
    - サネゴケ
- アナイボゴケ目 Verrucariales
  - アナイボゴケ科 Verrucariaceae
    - イワウロコゴケ
    - ノルマンゴケ

- （分類不明）
  - ヨロイゴケ科
    - エビラゴケ

  - ハナビラゴケ科
    - ヌマジリゴケ

  - カワヒジキ科
    - カワヒジキ

  - カワラゴケ科
    - シラチャカワラゴケ

  - アオシモゴケ科
    - シロツノゴケ
    - コバノシロツノゴケ
    - コナセンニンゴケ
    - チチサネゴケ

  - イワボシゴケ科
    - スキスマトンマ